# Condado de Nowata
El condado de Nowata (en inglés: Nowata County), fundado en 1907, es un condado del estado estadounidense de Oklahoma. En el año 2000 tenía una población de 10.569 habitantes con una densidad de población de 7 personas por km². La sede del condado es Nowata.

## Geografía
Según la oficina del censo el condado tiene una superficie total de 1505 km² (581,1 mi²), de los que 1463 km² (564,9 mi²) son tierra y 41 km² (15,8 mi²) (2,74 %) son agua.

### Condados adyacentes
- Condado de Montgomery - norte
- Condado de Labette - noreste
- Condado de Craig - este
- Condado de Rogers - sur
- Condado de Washington - oeste

### Principales carreteras y autopistas
- U.S. Autopista 60
- U.S. Autopista 169
- Carretera Estatal 10
- Carretera Estatal 28

## Demografía
Según el censo del 2000 la renta per cápita media de los habitantes del condado era de 29.470 dólares y el ingreso medio de una familia era de 36.354 dólares. En el año 2000 los hombres tenían unos ingresos anuales 27.047 dólares frente a los 19.371 dólares que percibían las mujeres. El ingreso por habitante era de 14.244 dólares y alrededor de un 14,10% de la población estaba bajo el umbral de pobreza nacional.

## Ciudades y pueblos
- Delaware
- Lenapah
- New Alluwe
- Nowata
- South Coffeyville
- Wann